# Bivio Miano
Bivio Miano è una frazione del comune di Teramo, nell'omonima provincia di Teramo, situata in Abruzzo.

## Descrizione
Bivio Miano dista 4.56 Km chilometri dal comune di Teramo di cui fa parte, mentre dista 42.20 Km dal capoluogo di regione, L'Aquila.
La località è stata importante in passato, essendo crocevia di comunicazione e traffici tra le frazioni gravitanti sul Vomano e la città.